# Robert Schmucker
Robert Schmucker (* 18. August 1943 in Eger) lehrt seit 1971 an der Technischen Universität München am Lehrstuhl für Raumfahrttechnik, seit 1981 als apl. Professor.

## Leben
Schmucker ist ein international anerkannter Raketenexperte. Seine Fachgebiete und gleichzeitig seine Vorlesungen an der TUM sind u. a. „Fernwaffen in Entwicklungsländern“, "Innovationsmanagement und Technologietransfer" und das Thema „Nutzen der Raumfahrt“. Als Student gründete er 1962 an der TUM die WARR – Wissenschaftliche Arbeitsgemeinschaft für Raketentechnik und Raumfahrt, die größte studentische Arbeitsgruppe an der TUM. 1970 wurde er zum Dr.-Ing. promoviert und 1974 habilitierte er sich und wurde zum Privatdozenten ernannt.
Schmucker war in den 1980er Jahren u. a. Entwicklungsleiter der Bayern-Chemie GmbH in Aschau am Inn bzw. Ottobrunn.
Von 1995 bis 1998 war Schmucker Mitglied des UNO-Inspektionsteams im Irak. Das von ihm gegründete Münchener Unternehmen Schmucker Technologie hat unter anderem auch die NATO in Raketenfragen beraten.
Schmucker äußerte am 27. Oktober 2004 in einem Interview mit dem Deutschlandfunk, dass der Iran sicher das Ziel verfolgen dürfte sich Atomwaffen zu verschaffen. Am 25. November 2004 wiederholte er im Interview mit Spiegel online, dass die iranische Raketentechnologie schließen lasse, dass der Iran beabsichtige Atomwaffen zu produzieren.
Im Falle Nordkoreas hingegen gab Schmucker mehrfach Entwarnung. So erklärte er im April 2017 nach dem Test einer Mittelstreckenrakete: „[…] sie probieren viel, aber es ist nicht weiter gefährlich […] Von einer ernsthaft einsetzbaren Interkontinentalrakete mit einem größeren Sprengkopf ist Nordkorea noch viele, viele Jahre entfernt.“ Nach dem angedrohten Angriff auf den US-Pazifikstützpunkt im August 2017 äußerte Schmucker: „Ich bin mir nicht einmal sicher, dass, wenn er versuchen wollte, Guam zu treffen, dass er Guam treffen würde. Guam ist in kurzer Reichweite, die USA sind viel zu weit weg.“
Auch von den weltweit kritisierten und mit UN-Sanktionen geahndeten nordkoreanischen Atomwaffentests ist Schmucker nicht überzeugt. „Ich bin mir nicht einmal sicher, ob sie überhaupt Atombomben haben. […] Und um eine Nuklearwaffe einsetzen zu können, muss sie erst einmal funktionieren, und sie muss geflogen werden. Da fehlt ihnen noch sehr, sehr viel.“

## Soziales
Zusammen mit seiner Frau Renate hat Robert Schmucker 2010 die „Findelkind Sozialstiftung“ gegründet.

## Auszeichnungen
Schmucker und seine Ehefrau wurden am 13. Juli 2016 von Ministerpräsident Horst Seehofer im Antiquarium der Münchener Residenz mit dem Bayerischen Verdienstorden ausgezeichnet, 2021 mit der Bayerischen Verfassungsmedaille.
- 1981: Ehrenring des Vereins der Deutschen Ingenieure (VDI) e. V.
- 1981: Solid Rocket Technical Achievement Award des American Institute for Astronautics and Aeronautics (AIAA)
- um 2000 Mitglied des Freundeskreises der Hebräischen Universität von Jerusalem[11]
- 2015: Governor der Hebräischen Universität von Jerusalem
- 2018: Wernher-von-Braun-Medaille[12]
- 2018: Zusammen mit seiner Ehefrau Renate Ehrensenatoren der Technischen Universität München[13]
- 2024 Seine Ehefrau Renate und er wurden am 26. Oktober 2024 zu Ehrenbürgern der Gemeinde Hohnbrunn ernannt.

## Bücher
- 1972: Hybridraketenantriebe. Goldmann-Verlag, ISBN 3-442-65004-6
- 2015: Raketenbedrohung 2.0 – technische und politische Grundlagen. Mittler Verlag, ISBN 978-3-8132-0956-3